# ブライアント・ブラウニング
ブライアント・ブラウニング（Bryant Browning 1988年6月26日- ）はオハイオ州クリーブランド出身のアメリカンフットボール選手。ポジションはガード。

## 経歴
オハイオ州立大学では1年次の2007年、控えラインマンおよびスペシャルチームでプレーした。2年次の2008年、卒業したカーク・バートンに代わり、右タックルとして先発出場した。ガードでもプレーした。3年次の2009年、全試合で右ガードとしてプレーした。4年次の2010年も右ガードとしてプレーした。シーズン終了後には、East-West Shrine Game にも出場している。
2011年7月29日、ドラフト外フリーエージェントでセントルイス・ラムズと契約したが、ウェーバーされて、8月7日にカロライナ・パンサーズと契約を結んだ。開幕から11試合をプラクティス・スクワッドで過ごし、12月2日、アクティブロースターに昇格した。12月11日のアトランタ・ファルコンズ戦でライアン・カリルが負傷した際、ガードのジェフ・ハンガートナーがセンターに入った1シリーズで、ガードとしてプレーした。12月16日の練習中に左手首を負傷、12月17日、故障者リスト入りした。
2012年8月31日、パンサーズからウェーバーされ、9月1日から10月16日までプラクティス・スクワッドとして在籍した。10月22日、クリーブランド・ブラウンズにプラクティス・スクワッドとして加入した。
2013年1月8日、ニューヨーク・ジャイアンツとフューチャー契約を結んだ。バッファロー・ビルズの在籍を経て、12月19日、ピッツバーグ・スティーラーズのプラクティス・スクワッドとなった。
2014年、バッファロー・ビルズとのプレシーズンゲームでファンブルリターンをした際、肩を脱臼、8月18日、スティーラーズから解雇された。
2015年8月16日、マイアミ・ドルフィンズと契約を結んだが、8月31日に解雇された。